# Thurston (Nueva York)
Thurston es un pueblo ubicado en el condado de Steuben en el estado estadounidense de Nueva York. En el año 2000 tenía una población de 1,309 habitantes y una densidad poblacional de 14 personas por km².

## Geografía
Thurston se encuentra ubicado en las coordenadas 42°13′32″N 77°16′39″O / 42.22556, -77.27750.

## Demografía
Según la Oficina del Censo en 2000 los ingresos medios por hogar en la localidad eran de $36,375, y los ingresos medios por familia eran $39,602. Los hombres tenían unos ingresos medios de $29,792 frente a los $20,909 para las mujeres. La renta per cápita para la localidad era de $13,725. Alrededor del 12.1% de la población estaban por debajo del umbral de pobreza.